# Renegade (EP)
Renegade é o terceiro extended play gravado pela cantora e compositora britânica Alexandra Burke. Lançado a 27 de Abril de 2015, é o segundo trabalho da artista a ser lançado independentemente.

## Antecedentes e lançamento
"Este EP é extremamente conectado ao meu coração. Ele marca o que está programado ser um novo capítulo para mim em ambos níveis pessoal e artístico. Eu trabalhei extremamente duro nisto, houve risos, lágrimas e suor. Renegade toca temas e experiências sobre as quais jamais falei alto outrora. Desde o último álbum, muito aconteceu na minha vida, mas acima de tudo, eu mudei. Eu estou num lugar óptimo, mais saudável e forte do que nunca. Eu sinto que como uma artista é importante para que a minha musicalidade amadureça dentro de mim. Eu tenho vinte e seis [anos de idade] agora e tendo tirado uma pausa do mundo musical, agora tenho as luvas firmemente colocadas de volta nos meus punhos. Minha música. Minhas regras."

— Burke expressando os seus sentimentos acerca de Renegade.
Em meados de Junho de 2012, foi lançado o segundo álbum de estúdio de Burke, intitulado Heartbreak on Hold (2012). Embora tenha sido recebido pela crítica especialista em música contemporânea com opiniões que variavam de mistas a favoráveis, teve um desempenho comercial moderado e bastante inferior ao do seu predecessor, estreando na décima oitava posição da UK Albums Chart no Reino Unido e no vigésimo sétimo posto da Irish Albums Chart na Irlanda, além de não ter conseguido receber nenhum certificado de vendas. Ainda nesse mês, foi revelado pela imprensa que a artista havia desistido do seu contrato discográfico então recente assinado com a RCA Records, explicando um ano depois que o motivo pelo qual fizera este acto fora o facto das "divergências criativas" sobre o seu terceiro trabalho de estúdio. "Os dois último anos foram bastante desafiantes, quer a nível profissional como pessoal. Há alguns objectivos e sonhos que eu desejava ter alcançado neste momento momento da minha vida, mas devido a vários factores (alguns além do meu controle e alguns dos quais tive que aprender), eles não foram alcançados. ...eu estou sempre a tentar ser o melhor que eu posso ser." Em Dezembro de 2012, Burke lançou o seu primeiro extended play, intitulado Christmas Gift, que incluía uma versão da canção "Silent Night" e uma faixa inédita intitulada "Christmas Time". Este foi o seu lançamento final com a RCA Records.
A 10 de Fevereiro de 2013, foi revelado que Burke estava a gravar duas novas canções que seriam inclusas no seu terceiro álbum de estúdio, e pretendia ter 60 canções no total para que pudesse fazer a selecção final. A própria cantora revelou também que as sessões de estúdio estavam a decorrer nos Estados Unidos no estúdio da sua casa. "Eu construí um estúdio na minha casa, no andar de baixo. Eu entro nele literalmente todos os dias, a gravar. Eu voo bastante para os states [Estados Unidos]. Estive muito em Los Angeles e Nova Iorque, e se os produtores não puderem voar até mim, eu voo até eles. A 13 de Fevereiro, Burke explicou que o seu terceiro álbum de estúdio iria consistir bastante em instrumentos ao vivo e iria canalizar música soul. Em Maio de 2013, foi anunciado que a cantora havia assinado um contrato com uma empresa de gerência norte-americana, após impressionar Kevin Liles, antigo presidente da Def Jam Recordings, durante um encontro com ele em Nova Iorque. Três meses depois, foi lançado o EP #NewRules, que consiste de cinco faixas inéditas e uma versão cover de "Fix You" (2005), da banda britânica Coldplay.
A 20 de Novembro de 2013, Burke revelou que o primeiro single do seu terceiro álbum de estúdio já havia sido escolhida e que um vídeo musical para a mesma seria filmado na semanas vindouras. Trechos de duas novas canções foram publicados na página oficial da artista no Facebook a 25 de Dezembro seguinte. Pouco tempo depois, a 5 de Janeiro de 2015, a intérprete anunciou que iria lançar o seu terceiro EP em Março do mesmo ano, intitulado Renegade. O primeiro single do mesmo, "Renegade", foi lançado gratuitamente pela artista a 25 de Março. Quando questionada pelo jornalista Lewis Corner em entrevista ao portal Digital Spy sobre o que a artista achou sobre a reacção do público geral sobre o anúncio do EP, Burke afirmou: "Sabe de uma coisa!? Eu estou surpresa, sendo honesta. Eu lancei a faixa homónima, 'Renegade', deliberadamente apenas para testar as águas, pois no EP inteiro geralmente, [eu achei que] é a faixa que iria se destacar — o polegar dolorido que é realmente diferente daquilo que as pessoas estavam acostumadas a ouvir de mim." "Go Down", outra faixa do EP, que conta com a participação do cantor britânico Shakka, foi revelada pela artista a 30 de Março. O seu lançamento digital ocorreu a 27 de Abril de 2015 através da página oficial da artista no serviço SoundCloud, coincidindo com a publicação do vídeo musical de "Renegade" no YouTube.
"Eu adorei a reacção [do público] até agora, estou bastante maravilhada, e está a levar-me de volta [àqueles dias de Heartbreak on Hold]. Eu recordo-me do dia em que lançamo-la ['Renegade'] há duas semanas atrás. Eu estava literalmente a ver estrelas douradas com a reacção, e passada uma hora, eu fiquei tipo 'Okay, óptimo, vamos avançar para a canção seguinte'. Eu não me permito celebrar por muito tempo, porque gosto de garantir que estou a liderar o meu jogo, então para descrever, para continuar a ter a certeza de que estou a fazer o melhor que posso para que eu nã fique complacente. Mesmo assim, é ainda uma reacção fantástica, e estou agradecida pela compreensão da minha visão."
— Burke abordando o seu sentimento sobre a reacção dos seus fãs para com a faixa homónima de Renegade.

## Estrutura musical e conteúdo
"Após ter terminado as apresentações no Adelphi [Theatre] em Agosto, tirei uma semana de férias e voltei imediatamente ao estúdio para iniciar as gravações. Eu levei a minha equipa de sempre ao meu estúdio em casa e disse: 'Vamos apenas criar'. Eu dei-lhes a minha visão, desenhei um tabuleiro de ânimo, disse-lhes como é que eu queria soar e como queria que as pessoas me vissem, e eles entenderam. Foi aí que começamos a compor e criar música baseando-nos na minha tabela do ânimo."

— Burke abordando a mudança na sua sonoridade em relação aos seus trabalhos anteriormente lançados.
Harry Fletcher, para o portal britânico Digital Spy, escreveu que "Alexandra Burke está de volta com um novo som, novo visual e — é melhor você acreditar nisto — nova atitude." O disco inicia com um interlúdio de rhythm and blues (R&B) no qual pode ser ouvida uma voz masculina alterada pelo auto-tune que repete as iniciais da artista por inúmeras vezes em toda a sua duração de um minuto e dezasseis segundos (1:16). A segunda faixa é a homónima, na qual a artista se auto-descreve como uma "rebelde com uma causa a defender" e faz várias afirmações pessoais sobre o novo estágio da sua vida por cima de uma batida que consiste em sintetizadores barulhentos e explosões a cada vez que se inicia o refrão. Na canção seguinte, intitulada "Ain't that Right", Burke aborda sentimentos e preocupações pessoais profundas ao mesmo tempo em que vai declarando que não irá mudar o seu comportamento e atitudes independentemente de opiniões alheias, afirmando no último trecho falado da canção que ela está à caminho do paraíso, uma metáfora para um lugar melhor do que aquele no qual se encontrava. "Don't Make it Easy" é mais uma faixa na qual a cantora vai fazendo declarações sobre as suas capacidades, alertando às pessoa para que não a enfrentem pois ela não irá "facilitar a vida" de ninguém. Em seguida, o EP muda de andamento com "Hall of Fame".

## Alinhamento de faixas
Todas as faixas escritas e compostas por Alexandra Burke. 
| N.º            | Título                                 | Produtor(es)   | Duração |  |
| 1.             | "Intro"                                |                | 1:16    |  |
| 2.             | "Renegade"                             |                | 3:21    |  |
| 3.             | "Ain't That Right"                     |                | 3:41    |  |
| 4.             | "Don't Make It Easy"                   |                | 3:53    |  |
| 5.             | "Hall of Fame"                         |                | 3:25    |  |
| 6.             | "No More You" (interlúdio)             |                | 2:22    |  |
| 7.             | "Go Down" (com participação de Shakka) |                | 3:26    |  |
| Duração total: | Duração total:                         | Duração total: | 21:27   |  |